# 泰爾贊5號
泰爾贊5號是屬於銀河系核球（恆星群聚的中心）被嚴重遮蔽的一個球狀星團。它位於銀河系中心方向的人馬座，是法國天文學家阿戈普·泰爾贊（Agop Terzan）在1968年發現的六顆球狀星團之一，最初被標記為泰爾贊11。在2微米巡天的編目中，該星團為IRC–20385。泰爾贊5號可能沿著銀河系中心未知的複雜軌道運行，但現時它正以大約90公里/秒的速度向太陽移動。

## 物理性質
泰爾贊5號的絕對星等至少為MV= − 7.5，它的光度大約是太陽的80萬倍，而質量約為200萬太陽質量。泰爾贊5號的核心尺度小到大約只有0.5秒差距，是銀河系中恆星密度最高的天體之一。其體積質量密度超過106 M☉/pc3，同時它的體積亮度密度超過105.5 L☉/pc3，此處的M☉和L☉ 分別是太陽的質量和光度。這個星團也是銀河系的球狀星團中金屬豐度最高的星團之一，其值為[Fe/H]=−0.21。
在2009年，發現泰爾贊5號的恆星成員至少由兩代組成，年齡分別為120億年和45億年，其金屬豐度也略有不同，這可能表明它是一個被破壞的矮星系核心，而不是一個真正的球狀星團。銀河系中只有少數其它球狀星團包含不同年齡的恒星，其中包括M54和半人馬座的歐米茄星團（庫樓增一）。這個星團還包含約1,300顆核心燃燒氦的水平分支星，以及至少一顆天琴座RR型變星。

## 脈衝星和X射線源

泰爾贊5號X射線爆發源

已知泰爾贊5號包含至少34顆毫秒電波脈衝星；實際的數量可能多達200顆。第一顆是在1990年發現，週期11.5毫秒的PSR B1744-24A。泰爾贊5號內部的脈衝星群包括已知轉速最快的PSR J1748-2446ad：以716Hz的頻率旋轉（旋轉週期為1.40毫秒）。
泰爾贊5號也包含X射線爆發源，它是在1980年發現的，稱為XB 1745-25或泰爾贊5。它還包含大約50個較弱的X射線源，其中許多可能是低質量X射線聯星（LMXB，Low-mass X-ray binary）或激變變星。
大量的X射線源和毫秒脈衝星可能是星團核心密度高的直接結果，這導致恒星碰撞率高，並形成密近聯星，包括包含中子星的聯星。
除了離散X射線源外，泰爾贊5號還產生漫反射的非熱X射線發射和高（幾GeV）和超高（0.5–24TeV）能量的γ射線。高能伽馬射線可能起源於豐富的毫秒脈衝星的磁層，而超高能伽馬射線可能來自脈衝星在宇宙微波背景輻射下發射的相對論電子的逆康普頓散射。

## 圖集

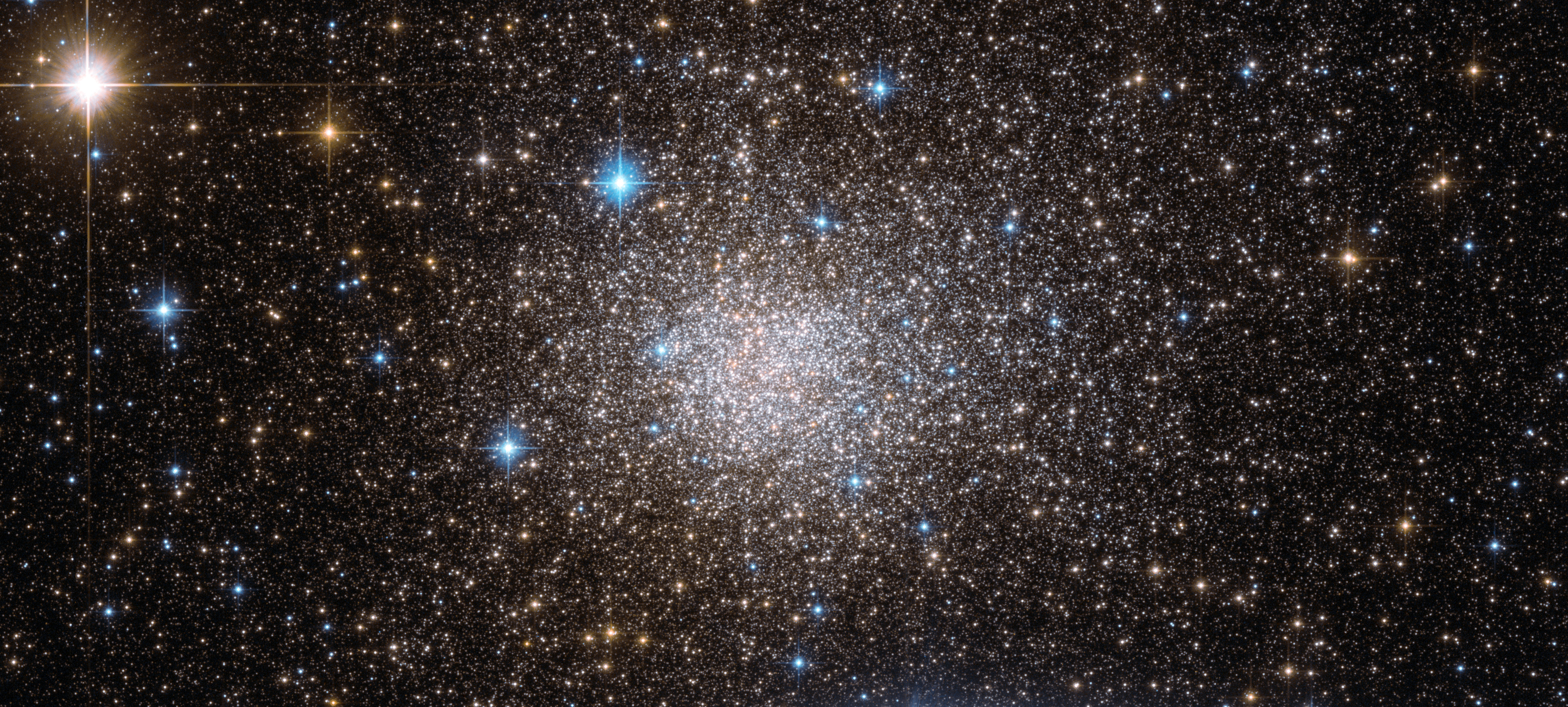
哈伯拍攝的古老球狀星團泰爾贊5號。
核球狀的泰爾贊5號是原始的構造塊之一，很可能是銀河系早期的遺跡[15]。

## 註解
1. ↑  歷史上，距離估計值的變化幅度從最低的約2,300秒差距[1]至高達14,600秒差距[3]。最近的估計一般落在5,500至8,700秒差距之間 KPC之間[4][5]。
2. ↑  以半質量半徑31"[4]和距離為5,900秒差距為基礎推估。星團的緻密核心半徑為9.0"[4]。